# 木兰镇 (阆中市)
木兰镇，是中华人民共和国四川省南充市阆中市下辖的一个乡镇级行政单位。2014年，撤销木兰乡，设立木兰镇。2019年10月，撤销河楼乡，将其所属行政区域划归木兰镇管辖。

## 行政区划
木兰镇下辖以下地区：
花石村、菩提村、庙子岩村、柳树店村、尖山村、青龙近水村和龙风南山村，大锣山村、牛鼻梁村、白虎村、安乐村、民主村和大房寨村。